# さいたま市立見沼小学校
さいたま市立見沼小学校（さいたましりつ みぬましょうがっこう）は、埼玉県さいたま市見沼区にある公立小学校。

## 沿革
(この節の出典)
- 1967年（昭和42年）3月20日 - 大砂土東小学校分教場の名のもとに第1期校舎工事竣工
- 1967年（昭和42年）4月1日 - 大宮市立見沼小学校として新設開校
- 1967年（昭和42年）6月11日-完全給食開始
- 1968年（昭和43年）2月28日校章制定　校舎第２期増築工事竣工、体育舎完成。
- 1969年（昭和44年）2月28日-正門及び東側、南半分垣根新設工事完了
- 1969年（昭和44年）6月3日-学校のシンボルもっこくの木植えられる
- 1970年（昭和45年）3月31日-緑化第1次計画完了
- 1970年（昭和45年）8月4日-プール竣工、落成式挙行
- 1970年（昭和45年）10月10日-通用門及び垣根残部新設工事完了
- 1971年（昭和46年）2月10日-校旗・校歌制定　同日を開校記念日にする
- 1972年（昭和47年）2月23日-校舎第三期増築竣工
- 1973年（昭和48年）2月23日-大宮市指定の学習指導研究発表会
- 1973年（昭和48年）3月17日-散水設置完了
- 1975年（昭和50年）1月29日-校舎第四期増築竣工
- 1975年（昭和50年）1月30日-県学校給食会・県給食研究会指定　給食指導研究会発表
- 1977年（昭和52年）3月22日-体育館完成
- 1977年（昭和52年）5月16日-10周年記念式・記念誌発行
- 1978年（昭和53年）11月21日-体育小屋完成
- 1978年（昭和53年）11月29日-大宮市指定体力向上推進研究発表会
- 1979年（昭和54年）7月19日-国旗掲揚塔2基完成
- 1979年（昭和54年）11月30日-南門鉄扉工事完成
- 1980年（昭和55年）12月25日-楽焼小屋完成
- 1981年（昭和56年）5月10日-大宮市委嘱同和教育研究発表会
- 1981年（昭和56年）6月23日-浄化槽工事完了
- 1981年（昭和56年）11月20日-校庭開放小屋完成
- 1984年（昭和59年）11月29日-自主発表の同和教育研究発表会
- 1985年（昭和60年）3月5日-図書室・視聴覚室完成
- 1986年（昭和61年）10月3日-校庭整備完了
- 1986年（昭和61年）11月28日-20周年記念式・記念誌発行
- 1987年（昭和62年）11月20日-自主研究発表会（国語・算数・社会）
- 1988年（昭和63年）11月10日-第33回（昭和63年度）学習教育賞受賞
- 1989年（平成元年）10月31日-放送室機材・理科室・図工室机新設
- 1989年（平成元年）日付不明-校舎大規模改修工事（窓枠・外壁塗装・屋上防水）完了
- 1991年（平成3年）3月31日-プールトイレ水洗化完了
- 1992年（平成4年）1月1日-生活科教育・造形砂場完成
- 1992年（平成4年）2月12日-西側校舎大規模改修工事（内・外壁塗装・窓枠・屋上防水）完了
- 1994年（平成6年）4月1日-校庭遊具改修工事（雲梯・ジャングルジム・四連ブランコ・鉄棒）完了
- 1996年（平成8年）10月31日-30周年記念式・記念誌発行
- 2000年（平成12年）4月1日-平成13年度快適な環境づくり指定校（大宮市委嘱）
- 2001年（平成13年）5月1日 - 大宮市、浦和市、与野市の合併に伴い現校名になる。

## 著名な出身者
- ダイアモンド☆ユカイ
- オビ・パウエル・オビンナ